# Натаров Георгій Вадимович
Гео́ргій Вади́мович Ната́ров (нар. 9 серпня 1988, Харків) — український бадмінтоніст і спортивний функціонер, майстер спорту України міжнародного класу, член виконавчого комітету Федерації бадмінтону України (голова суддівської колегії).

## Життєпис
Народився в спортивній сім'ї. Його мама Вікторія Вікторівна грала у волейбол, тато Вадим Олександрович — у водне поло. Молодший брат Геннадій також став бадмінтоністом, триразовим чемпіоном України.
Бадмінтоном почав займатись з 7-річного віку. Тренер — Геннадій Махновський.
Закінчив НТУ «ХПІ».
Грав за харківський клуб ШВСМ. Також займався волейболом і баскетболом.
Георгій Натаров був чемпіоном України серед юніорів у чоловічому парному розряді 2007 року.
На чемпіонатах Європи з бадмінтону у 2009 та 2011 роках він виграв бронзу у змішаному розряді.
2009 року взяв участь у чемпіонаті світу з бадмінтону та фінішував третім на Харківському міжнародному турнірі 2009 року.
Був третім на «St. Petersburg White Nights 2010», а також в турнірі «Polish International 2011».
Після завершення кар'єри гравця став спортивним функціонером. Обраний членом виконавчого комітету Федерації бадмінтону України, головою суддівської колегії.

## Виступи за збірну України
- 2006—2007 — юнацька збірна України з бадмінтону
- 2008—2011 — національна збірна України з бадмінтону